# 老將大道站
老將大道站（羅馬化：Prospekt Veteranov）是聖彼得堡地鐵的一個車站。老將大道站是基洛夫－維堡線最南端的車站，開通於1977年9月29日，站名來自於同名街道。老將大道站是俄羅斯最繁忙的車站之一，每天約有20萬人使用。

## 外部連結
- （俄文） Description of the station on Metrowalks.ru